# Justicia marojejiensis
Justicia marojejiensis är en akantusväxtart som beskrevs av Raymond Benoist. Justicia marojejiensis ingår i släktet Justicia och familjen akantusväxter. Inga underarter finns listade i Catalogue of Life.